# Лижні перегони на зимових Дефлімпійських іграх 2019
Лижні перегони були одним зі змагань на зимових Дефлімпійських іграх 2019.

## Медальний залік
| Місце              | Країна             | Золото | Срібло | Бронза | Загалом |
| ------------------ | ------------------ | ------ | ------ | ------ | ------- |
| 1                  | Росія (RUS)        | 6      | 6      | 5      | 17      |
| 2                  | Україна (UKR)      | 3      | 3      | 3      | 9       |
| 3                  | Китай (CHN)        | 0      | 0      | 1      | 1       |
| Загалом (3 збірні) | Загалом (3 збірні) | 9      | 9      | 9      | 27      |

## Медалісти

### Чоловіки
| Дисципліна             | Золото                    | Срібло                     | Бронза                     |
| ---------------------- | ------------------------- | -------------------------- | -------------------------- |
| 10 км вільним стилем   | Дмитро Мажаєв · Україна   | Володимир Майоров · Росія  | Максим Ковалєв · Росія     |
| Класичний спринт       | Володимир Майоров · Росія | Павло Мандзюк · Україна    | Андрій Дубовських · Росія  |
| 5 км, індивідуальна    | Дмитро Мажаєв · Україна   | Андрій Андріїшин · Україна | Володимир Майоров · Росія  |
| 6,6 км, переслідування | Дмитро Мажаєв · Україна   | Роман Чирков · Росія       | Руслан Денисенко · Україна |

### Жінки
| Дисципліна             | Золото                 | Срібло                 | Бронза                        |
| ---------------------- | ---------------------- | ---------------------- | ----------------------------- |
| 5 км вільним стилем    | Анна Федулова · Росія  | Любов Мішаріна · Росія | Єлізавета Нопрієнко · Україна |
| Класичний спринт       | Любов Мішаріна · Росія | Анна Федулова · Росія  | Тетяна Горбунова · Росія      |
| 3 км, індивідуальна    | Анна Федулова · Росія  | Любов Мішаріна · Росія | Тетяна Горбунова · Росія      |
| 3,3 км, переслідування | Анна Федулова · Росія  | Любов Мішаріна · Росія | Єлізавета Нопрієнко · Україна |

### Змішані
| Дисципліна        | Золото                              | Срібло                                    | Бронза                  |
| ----------------- | ----------------------------------- | ----------------------------------------- | ----------------------- |
| Командна естафета | Росія Любов Мішаріна Сергій Єрмілов | Україна Анастасія Лаврик Володимир Пишняк | Китай Чан Бочі Ван Ліку |